# Chionaema croceizona
Chionaema croceizona är en fjärilsart som beskrevs av George Francis Hampson 1914. Chionaema croceizona ingår i släktet Chionaema och familjen björnspinnare. Inga underarter finns listade i Catalogue of Life.